# Beniamino Cavicchioni
Beniamino Cavicchioni (Vejano, 27 dicembre 1836 – Roma, 17 aprile 1911) è stato un cardinale e arcivescovo cattolico italiano.

## Biografia
Nacque il 27 dicembre 1836.
Papa Leone XIII lo elevò al rango di cardinale nel concistoro del 22 giugno 1903.
Morì il 17 aprile 1911 all'età di 74 anni. Dopo le esequie la salma venne tumulata nel sacello di Propaganda Fide nel cimitero del Verano.

## Genealogia episcopale e successione apostolica
La genealogia episcopale è:
- Cardinale Scipione Rebiba
- Cardinale Giulio Antonio Santori
- Cardinale Girolamo Bernerio, O.P.
- Arcivescovo Galeazzo Sanvitale
- Cardinale Ludovico Ludovisi
- Cardinale Luigi Caetani
- Cardinale Ulderico Carpegna
- Cardinale Paluzzo Paluzzi Altieri degli Albertoni
- Papa Benedetto XIII
- Papa Benedetto XIV
- Papa Clemente XIII
- Cardinale Marcantonio Colonna
- Cardinale Giacinto Sigismondo Gerdil, B.
- Cardinale Giulio Maria della Somaglia
- Cardinale Carlo Odescalchi, S.I.
- Cardinale Costantino Patrizi Naro
- Cardinale Luigi Serafini
- Cardinale Beniamino Cavicchioni

La successione apostolica è:
- Vescovo Giovanni Capitoli (1909)